# O Kŭng-nyŏl
O Kŭng-nyŏl (* 7. Januar 1930 in Jilin, China; † 9. Februar 2023) war ein nordkoreanischer Militär und Politiker.
O Kŭng-nyŏl studierte an der Revolutionsakademie Mangyŏngdae als einer der ersten Studenten sowie an der Kim-Il-sung-Universität in Pjöngjang und der Frunse-Marineakademie in Leningrad (Sowjetunion). 
Er ist der Sohn von O Jung-song, der in den letzten Jahren des Zweiten Weltkrieges an der Seite des späteren nordkoreanischen Diktators Kim Il-sung für eine Unabhängigkeit Chōsens von Japan kämpfte. Bereits als Kleinkind lernte O Kŭng-nyŏl den Sohn Kim Il-sungs und 2011 verstorbenen Staatschef Kim Jong-il kennen, weshalb er als dessen enger Vertrauter gilt.
O Kŭng-nyŏl nahm als Leutnant am Koreakrieg (1950–1953) teil. Seine weitere militärische Karriere begann O als Generalmajor und Rektor der Nordkoreanischen Luftwaffenakademie. 1967 wurde er zum Generalleutnant und Luftwaffenkommandeur. 1970 wurde er Mitglied der Obersten Volksversammlung, 1977 Vize-Stabschef der Koreanischen Volksarmee.
O Kŭng-nyŏls Aufstieg in die oberste Führungsriege der nordkoreanischen Diktatur war 1979 vollendet, als er Stabschef der Armee wurde. Meinungsverschiedenheiten mit dem damaligen Verteidigungsminister O Jin-u zwangen ihn indes zum zeitweiligen Rückzug aus der militärischen Elite. 1980 wurde er zum Generaloberst und Mitglied des Zentralkomitees der Partei der Arbeit Koreas ernannt. 1985 stieg er zum General auf. 1988 musste O Kŭng-nyŏl alle Parteiämter abgeben, kehrte jedoch bereits ein Jahr später als Vorsitzender des Verteidigungsausschusses und Strategiechef der Partei auf die politische Bühne zurück. Er war von 2009 bis 2016 stellvertretender Vorsitzender der Nationalen Verteidigungskommission und gilt als Experte für die Beziehungen zu Südkorea.
O Kŭng-nyŏl war verheiratet und hatte fünf Töchter und einen Sohn. Er sprach neben Koreanisch auch Englisch, Russisch und Chinesisch.